# Walter Steigner
Walter Brunolf Engelbert Steigner (* 17. Dezember 1912 in Wilhelmshaven; † 18. Juni 1983 in München) war ein deutscher Journalist und Intendant des Senders Freies Berlin und der Deutschen Welle.

## Biografie
Walter Steigner wurde als Sohn eines Berufsoffiziers und späterem Reichsbankbeamten in Wilhelmshaven geboren und wuchs in Berlin auf. Nach dem Besuch des dortigen Herder-Gymnasiums und seinem Abitur 1933 studierte er in Freiburg, München und Berlin Jura. Er bestand das 1. juristische Staatsexamen, widmete sich aber in den 1930er Jahren verstärkt der journalistischen Arbeit. Bis zu seiner Einberufung 1940 war er in der Berliner Redaktion der Dresdner Neuesten Nachrichten tätig. In der Wehrmacht war er einer Propagandakompanie zugeteilt und berichtete vom Kriegsgeschehen, zuletzt aus dem Kurland-Kessel. Ab 1946 nahm er eine Tätigkeit als Nachrichtenredakteur der Rheinischen Zeitung unter Heinz Kühn in Köln auf und wechselte 1947 zum NWDR, wo er, zunächst als politischer Redakteur,  bis 1955 die Position des Leiters der Hauptabteilung Politik innehat. Zwischen 1955 und 1959 war er Leiter der Rundfunk-Abteilung der UNESCO in Paris. Nach seiner Rückkehr nach Deutschland war er von 1960 bis 1961 Leiter des Funkhauses Hannover des NDR. Zwischen 1961 und 1967 war er Intendant des Senders Freies Berlin und 1968 bis 1980 Intendant der Deutschen Welle in Köln.

## Herausgabe
- Walter Steigner (Hrsg.): Mehr als Worte. Aussagen und Anmerkungen zur deutschen Sprache. Econ-Verlag, Düsseldorf u. Wien 1980

## Mitgliedschaften
- 1962–1982: Mitglied der deutschen UNESCO-Kommission
- 1974–1978: Präsident der deutschen UNESCO-Kommission

## Auszeichnungen
- 1973: Großes Bundesverdienstkreuz
- 1979: Ernst-Reuter-Plakette